# 津雲博子
津雲 博子（つくも ひろこ、現姓：吉川、1970年〈昭和45年〉9月11日 - ）は、日本の元女子バレーボール選手。

## 来歴
広島県広島市安佐南区出身。小学校からバレーボールを始め、広島商業高校2年生の時国体出場。1989年クラボウに入社。しかしチームは廃部となり、カネボウへ移籍も再びチーム解散。
1993年、NECレッドロケッツに入団しライト・レフトプレイヤーとしてプレー。キャプテンも務めた。1997年、全日本代表初選出。同年ワールドグランドチャンピオンズカップで新設（試験採用、翌年正式採用）された、全日本リベロ第1号となる。
1998年世界選手権、1999年ワールドカップなどで活躍。ワールドカップでは、ベストサーブレシーバーとベストレシーバーの個人タイトルを獲得し、世界No.1リベロと称された。2000年シドニーオリンピックは予選で敗退し、オリンピック出場はならなかった。
NECでは、Vリーグ（プレミアリーグ）1996年、1999年、2002年と3度の優勝に貢献した。
2002年、前全日本女子監督（前・NEC監督）の吉川正博と結婚。2004年、現役引退。現在は社業の傍ら、春高バレーコーチングキャラバンなどで、後進の指導に当たっている。2児の母であり、息子は仙台育英学園高等学校野球部で2025年の『第107回全国高等学校野球選手権大会』に出場している。　

## 所属チーム
- 広島商業高等学校
- クラボウ（1989-1991年）
- カネボウ（1991-1992年）
- NECレッドロケッツ（1992-2004年）

## 球歴
- 全日本代表としての主な国際大会出場歴
  - 世界選手権 - 1998年
  - ワールドカップ - 1999年

## 受賞歴
- 1997年 - 第4回Vリーグ レシーブ賞
- 1998年 - 第5回Vリーグ レシーブ賞、サーブレシーブ賞
- 1999年 - 第6回Vリーグ レシーブ賞
- 2003年 - 第10回Vリーグ ベストリベロ賞